# Hey Joe
«Hey Joe» es una canción popular estadounidense que desde la década de los años 1960 se ha convertido en un estándar del rock y, como tal, ha sido interpretada por numerosos artistas en diferentes estilos musicales. Diversos pleitos y reclamaciones han dado lugar a confusión en cuanto a la verdadera autoría y la génesis de la canción. Pese a ello, los derechos fueron administrados por la Third Story Music a partir de 1966 hasta los años 2000, figurando como único autor, Billy Roberts. «Hey Joe» cuenta la historia sobre un hombre que, tras haber asesinado a su mujer en un pueblo del sur de Estados Unidos, planea huir hacia México para escapar de una segura condena a muerte. 
La primera grabación comercial conocida es la realizada a finales de 1965 por la banda de garaje de Los Ángeles The Leaves. En 1966 la banda volvió a grabar la canción y lanzó un nuevo sencillo que se convirtió en un éxito. En la actualidad, la versión más conocida es de 1966 interpretada por The Jimi Hendrix Experience,. como su sencillo debut. En algunas interpretaciones, el título de la canción también aparece como "Hey Joe, Where You Gonna Go?" (¡Eh, Joe!, ¿a dónde irás?), o variantes similares.

## Autor
La composición fue registrada oficialmente en Estados Unidos por el cantautor Billy Roberts en 1962, pero existen divergencias y conflictos legales respecto a la verdadera identidad del autor de la obra, siendo que algunos artistas y musicólogos sostienen que en realidad se trata de una canción tradicional de las montañas Apalaches. Con frecuencia se atribuye de forma errónea al músico estadounidense Dino Valenti (también conocido por los nombres Chester, Chet Powers y Jesse Farrow). El cantante escocés de música folclórica Len Partridge ha declarado que él colaboró con Roberts en la creación de la obra cuando ambos tocaban juntos en clubes de Edinburgo en 1956. Fuentes cercanas a Roberts, entre ellas el cantante Pat Craig, señalan que este asignó los derechos de la canción a su amigo Dino Valenti, que estaba en la cárcel, para proporcionarle un ingreso que le ayudara a obtener su libertad. 
Las investigaciones realizadas en los archivos grabados y escritos de folk y blues de la Biblioteca del Congreso de Estados Unidos y el Instituto Smithsoniano no han aportado ninguna prueba documental que confirme las reclamaciones éticas y legales del cantante Tim Rose y otros a favor de que "Hey Joe" es una canción de origen tradicional y no una obra de Roberts. Esta controversia se mantiene vigente.
Roberts era un cantante de folk afincado en California, tocaba la guitarra y la armónica en el "Circuito de Cafés" de la Costa Oeste. En 1975 participó con la banda Grits de San Francisco en el álbum de country rock "The Thoughts of California", producido por Hillel Resner. Resner mencionó que existe una grabación en vivo de Roberts en que interpreta "Hey Joe".

## Antecedentes que inspiraron al autor
Es probable que Roberts se haya inspirado para componer "Hey Joe" en tres obras anteriores: la canción de 1955 de su novia Niela Miller "Baby, Please Don't Go To Town" (que usa una progresión de acordes similar basada en un ciclo de quintas formado por acordes mayores), el éxito de country grabado por Carl Smith en 1953 (escrito por Boudleaux Bryant) también llamado "Hey Joe!" (que además de tener el mismo título, es parecido por el formato de los versos, que también usan el esquema "pregunta-respuesta"), y una balada tradicional que se popularizó a inicios del siglo XX titulada "Little Sadie", que cuenta la historia de un hombre desesperado que huye después de matar a su esposa.

## Localización geográfica de la historia
Dependiendo de la versión, varían los sitios que nombra la canción. La letra de "The little Sadie" sitúa los acontecimientos en Thomasville, Carolina del Norte, o en Jericó, Carolina del Sur (Billy Roberts nació, precisamente, en este estado). La letra de "Hey Joe", por su parte, sugiere que los hechos suceden en algún lugar del sur de Estados Unidos desde el cual es posible huir hacia México.

## Otros títulos y otros autores
Variaciones de la canción "The Little Sadie" han sido registradas con otros títulos como "Bad Lee Brown", "Penitentiary Blues", "Cocaine Blues" y "Whiskey Blues" por varios artistas, entre ellos Clarence Ashley (1930), Johnny Cash (1960 y 1968), Slim Dusty (1961) y Bob Dylan (1970).

## Derechos de autor
Los derechos a la canción fueron administrados por la Third Story Music a partir de 1966 hasta los años 2000, figurando como autor Billy Roberts. En años recientes los mismos se han transferido a Third Palm Music.

## Forma y estructura de la canción
"Hey Joe", como sucede con muchas canciones folclóricas y blues, consta de una parte "A" única que se repite varias veces, careciendo de estribillo, puente o parte "B". Esta sección mide cuatro compases y su ritmo es cuaternario. La secuencia armónica consiste en cinco acordes mayores que forman parte de un ciclo de quintas. Si la tónica del tema es "E" (Mi mayor), la progresión resultante es: 
Los versos de la letra usan el esquema "pregunta - respuesta": un amigo de Joe formula las preguntas y Joe las responde. El diálogo, construido de una manera simple y eficaz, transmite la urgencia de la situación. Joe ha cometido un crimen y debe huir. Su amigo le pregunta que pasó y lo insta a escapar rápidamente. La versión de Jimi Hendrix comienza con una pregunta del amigo antes de que se cometa el crimen:
A la cual Joe responde:
En el final del tema, Joe grita que se va hacia el sur, hacia México, donde no podrá ser castigado por su crimen.
El cantante Willy Deville ambienta musicalmente su versión de "Hey Joe" (1992) en el estilo mexicano Mariachi, fusionando ritmo, armonía y versos de la canción con interludios instrumentales basados en la progresión de acordes I/IV/V de La bamba, en los que predomina la intervención de instrumentos típicos de ese género (violines, vientos, etc) y un solo de trompeta también muy característico.

## Versión de Jimi Hendrix
"Hey Joe" por Jimi Hendrix es la canción de apertura de su álbum Are You Experienced?. El 23 de octubre de 1966, tres semanas después de que se formara su trío Jimi Hendrix Experience, Hendrix, el bajista Noel Redding y el baterista Mitch Mitchell grabaron en Londres esa canción que les presentó su mánager, Chas Chandler, que la había escuchado en Nueva York. La versión del grupo, mucho más lenta que la versión de la banda The Leaves (1965), y la de The Byrds (1966), tiene mucho en común con la de Tim Rose (1966), el primero en grabar "Hey Joe" en tempo de rock lento, pero conserva elementos de las otras, como el riff cromático que enlaza las tónicas de los acordes usado como interludio en la versión de The Leaves. Según Mitchell, la primera toma que realizaron fue la utilizada para el máster final. El riff típicamente bluesy de la introducción y la base rítmica de guitarra es muy similar a la usada por Billy Roberts en un demo sin acompañamiento de banda cuya data de realización no se conoce con exactitud (no se sabe si es previa o posterior a la grabada por Hendrix). La interpretación vocal es rítmicamente brillante y muy dramática, dotando a los versos de la desesperación propia de la situación narrada. Los solos de guitarra distorsionada, construidos con fraseos lentos basados en la escala de blues, son impactantes. En la base rítmica se destacan el bajo y la batería, algo inusual teniendo en cuenta los parámetros estéticos de la música pop de esa época, que daban prioridad a la voz en detrimento del acompañamiento instrumental. En Gran Bretaña, el sencillo se situó entre los diez primeros puestos de la lista de éxitos a principios de 1967. Fue el comienzo de la era del blues psicodélico.

## Grabaciones más notables
- The Leaves (Mira 207, Nov. 1965)

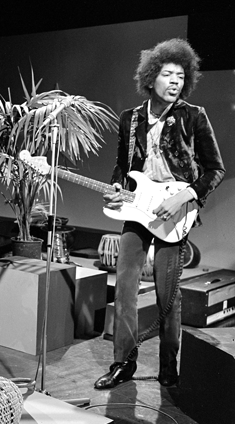
Existen incontables grabaciones de diversos intérpretes de "Hey Joe". Sin embargo, la versión de Jimi Hendrix es la más popular, además de ser un clásico de su repertorio.

- The Surfaris (Decca 31954, junio de 1966)
- Love (1966) en su álbum Love
- The Byrds en su álbum Fifth Dimension (1966)
- The Standells (1966) en su álbum Dirty Water
- The Music Machine (1966) en su álbum (Turn On) The Music Machine
- The Shadows of Knight (1966) en su álbum Back Door Men
- Warlocks (1966)
- Tim Rose (1966)
- The Cryan' Shames (1966) en su álbum Sugar & Spice
- Gonn (1966 o 1967)
- The SoulBenders (1967) en su álbum Can't Believe in Love
- The Stillroven (1967)
- The Hazards (1967) en el CD compilatorio Aliens, Psychos and Wild Things, Vol. 2
- Martò (1967) en italiano por Francesco Guccini
- Los Locos (1967) en español por Rafael Acosta, de su EP Negro es Negro
- Ant Trip Ceremony (1968) en su álbum 24 Hours
- The Golden Cups (1968) grupo japonés
- The Creation (1968)
- Marmalade (1968)
- Deep Purple en su álbum Shades of Deep Purple (1968)
- Johnny Rivers (1968) en su álbum Realization
- Band of Joy (1968) grabó una versión demo con Robert Plant emitida recién en 2003 en el álbum Sixty Six to Timbuktu
- Wilson Pickett (1969)
- Fever Tree (1970) en su álbum For Sale
- Lee Moses (1971) en su álbum Time and Place
- Carson (1971) en su álbum On the Air
- The Les Humphries Singers (1971) en su álbum We'll Fly You to the Promised Land
- Roy Buchanan (1973)
- Patti Smith (1974)
- Spirit (1975) en su álbum Spirit of '76
- Suzie Hendrix (1978)
- Alvin Lee (1979) en su álbum Ride On
- Buldožer (1982) en su álbum en vivo Ako ste slobodni večeras
- Soft Cell (1983) es parte del labo B del sencillo "Hendrix Medley", reeditado más tarde en The Art of Falling Apart
- "Weird Al" Yankovic (1984) es parte del medley "Polkas on 45" de su álbum "Weird Al" Yankovic In 3-D
- Nash The Slash (1984) en su álbum American Bandages
- Nick Cave and the Bad Seeds (1986) en su álbum Kicking Against the Pricks
- Dead Moon (1988) en su álbum In The Graveyard
- Francesco Di Giacomo (1989) en su álbum Non Mettere le Dita nel Naso in duet with Sam Moore
- The Offspring (1991 y 1997) en su EP Baghdad
- Willy DeVille (1992) en su álbum Backstreets of Desire
- Type O Negative (1992) como "Hey Pete" en su álbum The Origin of the Feces
- Jerry Douglas (1992) en su álbum Slide Rule
- Buckwheat Zydeco (1992) en su álbum On Track
- Roy Buchanan (1992) en su álbum The Best of Roy Buchanan
- Body Count (1993) en su álbum Born Dead y Stone Free
- Eddie Murphy (1993) en su álbum Love's Alright
- Captain Sensible (1994) en su álbum en vivo Live at the Milky Way
- Mathilde Santing (1994) como "Hey Joan"
- Lick the Tins (1995) en su álbum Blind Man on a Flying Horse
- Brazilian Band O Rappa (1996) grabada en portugués
- Otis Taylor (1996) en su álbum Blue Eyed Monster
- The Make-Up (1999)
- Axel Rudi Pell (1999) en su álbum The Ballads II
- Medeski Martin & Wood (2000) en su álbum Tonic
- Franco Battiato (2001) en su álbum Ferro Battuto
- Robert Plant (2002) en su álbum Dreamland
- Vijay Iyer (2003) en su álbum Blood Sutra
- Brant Bjork (2004) en su álbum Local Angel
- Gabe Dixon Band (2005) en Live at World Cafe
- Cassie Steele (2005) en How Much For Happy
- Psychedelic Deja Vu (2006)
- Bap Kennedy (2009) en Howl On
- Josh Charles (2010) en su álbum Trippin the Keys: Music of Jimi Hendrix
- Charlotte Gainsbourg (2013) para la película Nymphomaniac vol. 2, de Lars von Trier